# 400 mètres féminin aux championnats du monde d'athlétisme en salle 2024
Pour un article plus général, voir Championnats du monde d'athlétisme en salle 2024.
Navigation
2022 2025
L'épreuve du 400 mètres féminin des championnats du monde en salle de 2024 se déroule les 1er et 2 mars 2024 dans l'Emirates Arena de Glasgow, au Royaume-Uni.

## Résultats

### Séries
Les 2 premières de chaque série (Q) et les deux meilleurs temps (q) se qualifient pour les demi-finales.
| Rang | Série | Couloir | Athlète             | Pays                    | Temps   | Notes |
| ---- | ----- | ------- | ------------------- | ----------------------- | ------- | ----- |
| 1    | 2     | 1       | Lieke Klaver        | Pays-Bas                | 51 s 31 | Q     |
| 2    | 2     | 2       | Susanne Gogl-Walli  | Autriche                | 51 s 43 | Q, NR |
| 3    | 1     | 5       | Laviai Nielsen      | Royaume-Uni             | 51 s 82 | Q     |
| 4    | 2     | 3       | Lada Vondrová       | Tchéquie                | 51 s 94 | q     |
| 5    | 4     | 1       | Femke Bol           | Pays-Bas                | 52 s 00 | Q     |
| 6    | 2     | 4       | Stacey-Ann Williams | Jamaïque                | 52 s 16 | q     |
| 7    | 3     | 1       | Talitha Diggs       | États-Unis              | 52 s 17 | Q     |
| 8    | 1     | 6       | Andrea Miklós       | Roumanie                | 52 s 17 | Q     |
| 9    | 3     | 2       | Sharlene Mawdsley   | Irlande                 | 52 s 23 | Q     |
| 10   | 3     | 3       | Amandine Brossier   | France                  | 52 s 23 | Q     |
| 11   | 3     | 4       | Henriette Jæger     | Norvège                 | 52 s 23 | Q     |
| 12   | 1     | 3       | Tereza Petržilková  | Tchéquie                | 52 s 31 |       |
| 13   | 4     | 2       | Alexis Holmes       | États-Unis              | 52 s 53 | Q     |
| 14   | 1     | 4       | Cátia Azevedo       | Portugal                | 52 s 92 |       |
| 15   | 4     | 3       | Charokee Young      | Jamaïque                | 53 s 04 |       |
| 16   | 1     | 2       | Eva Santidrian      | Espagne                 | 53 s 07 |       |
| 17   | 2     | 5       | Gunta Vaičule       | Lettonie                | 53 s 09 | SB    |
| 18   | 4     | 4       | Ayomide Folorunso   | Italie                  | 53 s 15 |       |
| 19   | 4     | 5       | Tiffani Marinho     | Brésil                  | 53 s 48 |       |
| 20   | 4     | 6       | Grace Claxton       | Porto Rico              | 54 s 62 |       |
| 21   | 3     | 5       | Lauren Hoffman      | Philippines             | 54 s 66 |       |
| 22   | 2     | 6       | Yanique Haye-Smith  | Îles Turques-et-Caïques | 54 s 98 | SB    |
| 23   | 1     | 1       | Shalysa Wray        | Îles Caïmans            | 55 s 82 | SB    |
| 24   | 3     | 6       | Tabata Vitorino     | Brésil                  | 57 s 73 |       |

### Demi-finales
Les 3 premières de chaque série (Q) se qualifient pour la finale.
| Rang | Série | Couloir | Athlète             | Pays        | Temps   | Notes |
| ---- | ----- | ------- | ------------------- | ----------- | ------- | ----- |
| 1    | 2     | 1       | Femke Bol           | Pays-Bas    | 50 s 66 | Q     |
| 2    | 2     | 2       | Alexis Holmes       | États-Unis  | 50 s 99 | Q     |
| 3    | 1     | 1       | Lieke Klaver        | Pays-Bas    | 51 s 18 | Q     |
| 4    | 1     | 2       | Talitha Diggs       | États-Unis  | 51 s 28 | Q     |
| 5    | 2     | 3       | Laviai Nielsen      | Royaume-Uni | 51 s 44 | Q     |
| 6    | 2     | 4       | Henriette Jæger     | Norvège     | 51 s 48 |       |
| 7    | 2     | 5       | Andrea Miklós       | Roumanie    | 51 s 83 |       |
| 8    | 1     | 3       | Susanne Gogl-Walli  | Autriche    | 52 s 47 | Q     |
| 9    | 2     | 6       | Lada Vondrová       | Tchéquie    | 52 s 48 |       |
| 10   | 1     | 4       | Stacey-Ann Williams | Jamaïque    | 52 s 72 |       |
| 11   | 1     | 5       | Amandine Brossier   | France      | 53 s 26 |       |
|      | 1     |         | Sharlene Mawdsley   | Irlande     | DQ      | DQ    |

### Finale
| Rang               | Couloir | Athlète            | Pays        | Temps   | Notes |
| ------------------ | ------- | ------------------ | ----------- | ------- | ----- |
| Médaille d'or      | 5       | Femke Bol          | Pays-Bas    | 49 s 17 | WR    |
| Médaille d'argent  | 6       | Lieke Klaver       | Pays-Bas    | 50 s 16 |       |
| Médaille de bronze | 3       | Alexis Holmes      | États-Unis  | 50 s 24 | PB    |
| 4                  | 2       | Laviai Nielsen     | Royaume-Uni | 50 s 89 | PB    |
| 5                  | 4       | Talitha Diggs      | États-Unis  | 51 s 23 | =SB   |
| 6                  | 1       | Susanne Gogl-Walli | Autriche    | 51 s 37 | NR    |

## Légende
Records et Performances
- AR : Record continental (area record)
- CR : Record des championnats (championship record)
- MR : Record du meeting (meet record)
- NR : Record national (national record)
- OR : Record olympique (olympic record)
- PR : Record paralympique (paralympic record)
- PB : Record personnel (personal best)
- SB : Meilleure performance personnelle de la saison (season's best)
- WL : Meilleure performance mondiale de l'année (world leader)
- WJR : Record du monde junior (world junior record)
- WR : Record du monde (world record)

Circonstances et Conditions
- DNF : N'a pas terminé (did not finish)
- DNS : N'a pas pris le départ (did not start)
- DQ : Disqualification (disqualification)
- NM : Aucun essai valable enregistré (No Mark)
- Q : Qualifié « directement » au prochain tour (ou à la prochaine compétition), lors d'une compétition majeure, grâce au classement ou à la réalisation des minima (automatic qualifier)
- q : Qualifié au prochain tour (ou à la prochaine compétition), lors d'une compétition majeure, grâce au repêchage ou à la réalisation de l'une des meilleures performances parmi celles des « non qualifiés directement » (grâce au meilleur temps ou à la meilleure distance par exemple) (secondary qualifier)